# Vučedol
Vučedol je arheološki lokalitet iz neolitika. Nalazi se 5 km nizvodno od Vukovara, a otkrio ga je Josip Brunšmid, ravnatelj Arheološkoga muzeja u Zagrebu i prvi profesor arheologije na Filozofskom fakultetu u Zagrebu, 1897., kad je napravio prvu arheološku sondu na tom nalazištu.

## Starčevačka kultura
Najstariji nalazi, oni neolitički, predstavljaju razvijenu fazu starčevačke kulture (po selu Starčevo kod Pančeva u Srbiji), koja se prostirala od današnje Bosne i Hercegovine i sjeveroistočne Hrvatske, pa do Makedonije. Ljudi ove kulture naseljavali su povišene obale rijeka, na padinama brežuljaka ili prirodnim uzvišenjama. Sve nastambe su jamskog tipa, sastavljene od zemunica u obliku brojke osam, a uz zemunice nalaze se ukopane ostave. Nađene su udice od kosti, pa se razumije da su ovi ljudi za prehranu rabili ribu. U blizini Vučedola nalaze se dvije dugačke ade, a rijeka je sporija što je olakšavalo ribolov. Ova kultura postojala je na Vučedolu do sredine 6. tisućljeća pr. Kr.

## Badenska i kostolačka kultura
Nakon starčevačke kulture, oko 3500. pr. Kr., područja duž Dunava naseljava badenska kultura, koji su arheološki gledano, prva indoeuropska populacija koja prelazi na desnu obalu Dunava. I ovi su ljudi živjeli u zemunicama, uz koje su nađene cilindrične jame, koje su služile kao ostave ali i kao grobnice u kojima su nađeni ljudski ostaci u zgrčenom položaju s koljenima pritisnutim o prsa, muškarci položeni na leđa, žene licem prema zemlji. Ponekad se u ovim jamama nalaze i kosturi ritualno ubijenih životinja, također u zgrčenom položaju.
Nakon badenske, Vučedol kratkotrajno naseljava kostolačka kultura koja počinje graditi nadzemne nastambe.

## Vučedolska kultura
Oko 3000. pr. Kr. pojavljuje se vučedolska kultura, kad u Vučedolu živi oko 2000 i 3000 stanovnika, te je bila riječ o jednom od najvažnijih centara toga doba. Ova je kultura nastala upravo na Vučedolu, gdje su i njezini najstariji nalazi. Odavde zalazi u južnu Mađarsku, a na drugu stranu prema Slavonskom Brodu, te taj prostor označuje središte širenja ove kulture. Ljudi ove kulture u Vučedolu bavili su se stočarstvom, vjerojatno najstarijim uzgojem goveda na svijetu, te je u prehrani govedina činila 85%, dok su se na području Vinkovaca, zbog prisutnosti šuma, bavili lovom i hranili su se pretežno jelenima (oko 75% hrane u prehrani bilo je jelenje meso). Nađeni su u Vučedolu i ostaci pastrve, koje u Dunavu nije bilo, te su je nabavljali iz drugih krajeva. Ovo je prva kultura koja koristi tanjure za posluživanje hrane samo jedne osobe, dok su se dotada koristile zajedničke posude za hranu.
Vučedolska kultura završava oko 2400. pr. Kr.

## Lokalitet
Na lokalitetu je nađeno mnogo bogato urešene keramike, od kojih je jedna u obliku golubice, nazvana Vučedolska golubica, simbol grada Vukovara. Po lokalitetu je kultura tog vremena nazvana Vučedolska kultura.Također je poznato izletište. Ljeti kada je nizak vodostaj Dunava postaje "okupiran" od mnogih ljudi s područja Vukovara i okolice koji se dolaze kupati na dunavski otok zvani Orlov otok. Prije rata na Vučedolu je bio restoran i nekoliko bungalova koji su uništeni za vrijeme okupacije grada, a čija je obnova predviđena projektom „Vukovar-Vučedol-Ilok“. Namjera projekta je uključiti arheološki lokalitet Vučedol u turističku ponudu grada Vukovara i Vukovarsko-srijemske županije te promicanje kulturne baštine s ciljem predstavljanja vrijednosti kraja koji je jedan od najstarijih nalazišta vučedolske kulture.

## Vanjske poveznice
- Ante Vranković: Vučedolski Orion i najstariji europski kalendar, Obavijesti Hrvatskog arheološkog društva, 3/2000., str. 155-159